# Михайловка (Гайсинский район)
Миха́йловка (укр. Михайлівка) — село на Украине, находится в Гайсинском районе Винницкой области.
Код КОАТУУ — 0520884403. Население по переписи 2001 года составляет 1460 человек. Почтовый индекс — 23732. Телефонный код — 4334.
Занимает площадь 2,6 км².

## Адрес местного совета
23735, Винницкая область, Гайсинский р-н, с. Михайловка, ул. Молодёжная, 10 а